# I. Prusziasz bithüniai király
I. Prusziasz vagy Prusziasz Khólosz (ógörögül: Προυσίας Α' ὁ Χωλός, Kr. e. 243 körül – Kr. e. 182) bithüniai király Kr. e. 228-tól haláláig.
Fiatalon örökölte édesapjától, Ziaélasztól az országot. Uralkodásának első felét a szomszéd Galatiával vívott kemény harcok nehezítették meg, míg Kr. e. 213-ban sikerült békét kötnie az ellenséggel. Erélyes és tevékeny kormányzással országának nemcsak tekintélyét emelte, hanem területileg is gyarapította Heracleának és környékének elfoglalásával. A rómaiak és III. Antiokhosz szeleukida uralkodó között kitört háborúban eleinte (Kr. e. 190) kényszerből Róma pártjára állt, de mivel ebből nem lett haszna, bosszúból menedéket nyújtott a menekülő Hannibálnak. Majdnem fél évszázados uralkodás után hunyt el, utóda fia, II. Prusziasz lett.